# Couvent des Filles de la Croix (rue Saint-Antoine)
ne pas confondre avec le couvent des Filles de la Croix, religieuses dominicaines établies en 1639 rue de Charonne
Pour les articles homonymes, voir Filles de la Croix.
Le couvent des Filles de la Croix est un ancien couvent de religieuses situé à Paris, entre la rue rue Saint-Antoine et l'impasse Guéménée, fondé en 1640 et fermé en 1792.
Les religieuses tenaient des classes gratuites pour les enfants pauvres, s'occupait de l'éducation des jeunes filles des classes aisées, et logeaient des dames pensionnaires voulant se retirer du monde.

## Histoire
Cette société fut formée à Roye par les soins d'un ecclésiastique nommé Pierre Guérin, et avait pour objet l'instruction de jeunes filles pauvres. Les désordres que la guerre occasionnait en Picardie ayant forcé cette communauté à venir, en 1636, chercher un asile à Paris, le père jésuite Claude de Lingendes trouva le moyen d'intéresser en leur faveur Marie Lhuillier, veuve de Claude Marcel, maître des requêtes, et seigneur de Villeneuve-le-Roi. Celle-ci procura à ces institutrices une maison à Brie-Comte-Robert, et voulut elle-même venir l'habiter avec elles et partager tous leurs travaux. Le 15 février 1640, Jean-François de Gondi, archevêque de Paris, érigea, à sa sollicitation, cette société en congrégation sous le nom de Filles de la Croix.
En 1641, Marie Lhuillier se retira à Vaugirard avec une partie de ses compagnes, comme le lui permettaient les lettres-patentes qu'elle avait obtenues; mais ayant voulu outrepasser les statuts qui défendaient aux membres de cette société aucun vœu solennel, et exiger de ces filles qu'elles s'engagent, en même temps qu'elle, à la vie religieuse, quelques-unes d'entre elles qui ne voulurent pas se soumettre à cette loi nouvelle restèrent à Brie-Comte-Robert, et celles qui consentirent à suivre son exemple l'accompagnèrent peu de temps après à Paris: ainsi se formèrent deux sociétés, l'une dite de la Congrégation de la Croix, l'autre des Filles de la Société de la Croix. 
Ces dernières, avec à leur tête Marie Lhuillier, s'installèrent à Paris lorsqu'elles eurent acheté, en 1642, à Pierre Grison, maître d'hôtel du roi, les trois-quarts d'une grande maison, dite l'hôtel des Tournelles, que celui-ci possédait dans le cul-de-sac Royal Saint-Antoine. Cet hôtel était situé sur un côté de ce cul-de-sac et était attenant, par son jardin, à l'hôtel de Lavardin, ouvrant au n°6 de la place Royale. Marie Lhuillier compléta cette acquisition en achetant, le 22 octobre 1643, le dernier quart à Christophe Grison, lieutenant au Châtelet. Marie Lhuillier mourut là le 14 janvier 1650 et fut inhumée au couvent de la Visitation-Sainte-Marie de la rue Saint-Antoine, dont sa sœur, Angélique Lhuillier, avait été supérieure.
A la Révolution, l'établissement dut fermer, les citoyennes du faubourg Saint-Antoine ayant menacé les religieuses de les fouetter ainsi que l'avaient été celles de la Visitation Sainte-Marie. La maison, devenu bien national, fut vendue en 1797 et adjugée à un bonnetier de la rue Saint-Honoré pour le prix de 166.000 livres. Utilisée par l'industrie, on y trouvait en 1814 une filature de coton. Un de ses anciens hangars fut occupé, en 1845, par le « père » Thierry qui y donna des leçons de déclamation aux jeunes gens du quartier désireux d'embrasser la carrière théâtrale. La police ayant assimilé ce hangar à une salle de théâtre dépourvue des qualités de sécurité requises, le « père » Thierry fut, à cinq reprises, traduit devant la police correctionnelle qui, chaque fois, l'acquitta.
Les filles qui étaient restée à Brie-Comte-Robert jugèrent elles aussi utile de venir à Paris. Ayant obtenu d'Hardouin de Péréfixe, archevêque de Paris, la permission de s'y établir, les sœurs de la Congrégation de la Croix s'installèrent en 1664 dans une maison de la rue des Barres. Cette maison fut également fermée à la Révolution.

## Description
La propriété des Filles-de-la-Croix s'étendit par la suite : avant la Révolution, elle recouvrait la presque totalité de l'espace compris entre l'impasse Guéménée, la rue Saint-Antoine, la rue des Tournelles et la place des Vosges ; elle avait de nombreux corps de bâtiments séparés par deux cours et un jardin :
- sur la première cour, située au fond du cul-de-sac, ouvraient trois corps de logis occupés par les classes des externes, les réfectoires, les parloirs, la lingerie et l'infirmerie ;
- sur la seconde cour ouvraient trois autres bâtiments affectés aux élèves internes et aux dames pensionnaires (on voit encore l'un d'eux sur le côté droit de la cour ouvrant au n°8 ter de l'impasse Guéménée ;
- à l'extrémité sud du grand jardin dont l'extrémité orientale s'étendait jusqu'à la rue des Tournelles, on trouvait un autre corps de bâtiment, dit anciennement le Noviciat (aujourd'hui dans la cour du 26 rue Saint-Antoine). Il comportait, avec un pavillon en avant-corps à l'extrémité de droite, un rez-de-chaussée contenant la bibliothèque de la communauté, riche à la Révolution de 1320 volumes de piété, un premier étage avec deux appartements pour dames pensionnaires, un deuxième étage avec, pour le Noviciat, une chambre à huit lits et une à deux lits, et un étage mansardé comprenant trois cellules meublées, et le grenier. On y voit un bel escalier à balustre de chêne.

Les Filles-de-la-Croix possédaient, depuis le 13 juillet 1656, une maison de campagne au quartier Saint-Médard, dans la rue d'Orléans-Saint-Marcel.
Cette institution comptait à la Révolution 20 religieuses de chœur, 10 converses, 25 élèves payant une pension de 300 à 400 livres, et des externes, à titre gratuit, formant deux classes, l'une de 80 élèves auxquelles on apprenait à lire, à écrire et à compter, l'autre de 40 enfants en bas âge.

## Localisation

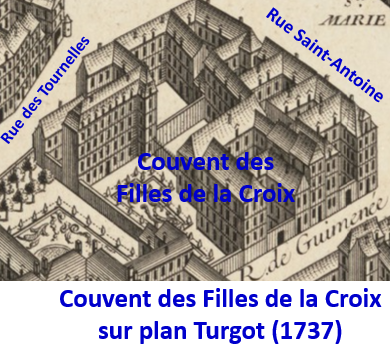
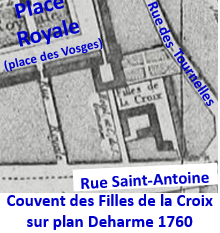
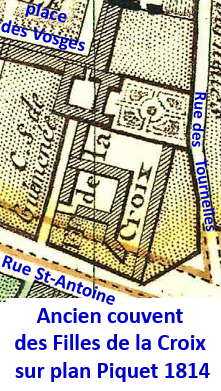

## Sources
- Jacques Bins de Saint-Victor, Tableau historique et pittoresque de Paris depuis les Gaulois jusqu'à nos jours, 3 vol., 1808-1809 ; 2e édition augmentée, 8 vol., 1822-1827
- Jacques Hillairet, Dictionnaire historique des rues de Paris, 2 volumes, 1960